# HAUNTEDじゃんくしょん
『HAUNTEDじゃんくしょん』（ホーンテッドじゃんくしょん）は夢来鳥ねむによる漫画作品（電撃コミックガオ!連載、メディアワークス刊）、及びそれを原作としたアニメ。

## 概要
メディアワークスの「電撃コミックス」より単行本発刊・全13巻。1996年にドラマCD化、1997年にテレビアニメ化された。
なお、原作者である夢来鳥とその相棒であり同作の小説版執筆を担当した有里紅良による創作集団兼劇団・ら・むうんによる各種小説および演劇作品の叩き台作品の一つとしても知られる（有里は同作漫画においては原作協力スタッフとして単行本内に名前が登場しており、以降のオリジナル作品でも世界観を全く同じくする内容を扱っている事から「HAUNTEDじゃんくしょんのもう一人の作者」と呼ばれる事がある）。
また、この作品（および、本作を頂点とする「ら・むうん」作品）は水木しげるの作品に多大なるインスパイアを受けており、ときおりネタとしてそれをオマージュとしたキャラクター、ストーリーやテーマが頻発する事がある。特にコミックマーケットなどにおいて「ら・むうん」名義で発刊されている同作の同人誌には、様々な水木しげる作品と意図的なハイパーリンクが貼られている場合がある（ただし、そのキャラクターデザインや設定は「ら・むうん」独自の解釈となっている）。
2022年現在、日本ではDVD版・Blu-ray版はリリースされておらず、米国ではエモーション・レーベルでBANDAI entertainmentより、『EAT-MAN 98』や『カウボーイビバップ』とほぼ同時期にDVDが発売された。
この作品のアニメは、当時アイドル活動をしていて女優としてブレイクする前の仲間由紀恵が、ヒロイン役の声優、および主題歌を担当している。

## あらすじ
S東高等学校（アニメでは私立斉東高等学校）は、その立地と由来の故から数多くの学校に関わる精霊や幽霊（学校霊）が集うことで知られている。その学校の中で生徒会の役員を務める北城遥都（生徒会長、教会の息子）、朝比奈睦月（副会長会計、神社の娘）、龍堂和御（副会長書記、寺の息子）の3人は「S東高聖徒会」として学校霊と生徒たちとの仲立ちを行い「霊と人間の理想郷」をこの世に顕現するために奮闘するのである（アニメ版ではここまで）。
ところがある日、全国の学校霊たちから聖徒会に救難を求める声が殺到する。学校霊の存在を否定して全国の学園を支配しようというミッション系学園「光宮」が「光の父（神）」の名の下に自分たちに逆らう全国の学校霊の浄化（ = 洗脳および抹殺）に乗り出したのだ。聖徒会はこれを阻み理想郷となるS東を守るため、光宮征徒会に戦いを挑むことになる。

## 登場人物
声優表記は、アニメ / ドラマCD又はゲーム。単体表示はアニメのみ。

### S東高等学校側
恐山を上回ると言われる大霊場。入学試験では各科目の問題用紙や回答用紙を学園の七大スポットを巡って集めなくてはならず、この入試を潜り抜けた者は「この世に怖い物なんて無くなる」というレベルの肝試しに挑まなければならない。聖徒会によって「開かずの理事長室（あの世に通じる霊界道）」が開通してからは最期の試験自体を「三途の川の河原」で行う形になっている。
また、はた迷惑に見える学校霊たちも、その存在によって「魔界に通じる穴」や凶悪な怪異を封じる役目を持っており在校生（及びOB・OG）たちとも仲が良い。

#### 聖徒会
北城遥都（ほうじょう はると）
声 - 有馬克明 / 松本保典
本作の主人公。S東高等学校現聖徒会執行部会長。母方にドイツ人の祖母をもつクォーターで、金髪碧眼。サンタマリア教会の牧師の息子。真面目で理知的な性格でしっかりしている。またメンバー内では数少ない常識人であり、いつも暴走気味な他のメンバーに振り回されている。物語序盤では異常現象ばかり起こるS東高に抵抗があり、何とかして聖徒会から脱会しようとしていたが徐々に「目に見えないモノとの共存」の大切さを意識し始め、仲間と共に光宮征徒会に立ち向かっていくことを決意する。死と破壊を司る魔王ルシフェレス（ルシファー）の力を内側に秘めており、本来遺伝的にはあり得ない金髪碧眼はその影響で、生まれた際には少なくない悶着があり遥都の父親は現在髪を金髪に染めている。いきなり目覚めたため、その力の暴走に苦しんでいたが、後に修業した結果として死の裏側にある再生の力をも行使できるようになる。
作品初期及びアニメでは終わりに「オーマイゴッド!」といって終わるのが定番となっている。
子供時代は麗しい美少年で睦月好みであり、にの君から当時の姿で知り合っていたら危険で表を歩けないと言われ、事実霊的トラブルで子供化した姿を見た（遥都とは知らない）睦月からは「天使（エンジェル）」と呼ばれて狙われた。
朝比奈睦月（あさひな むつき）
声 - 仲間由紀恵 / 松本梨香
S東高等学校現聖徒会執行部副会長。朝比奈神社宮司の母を持つ。美少年をこよなく愛する重度のショタコンで、自ら「12歳以上の男はイモやカボチャと一緒」と言いはなち、にの君や分校くんといった美少年霊を捕まえて下僕扱いしている。また金銭に関してもとてもうるさく、物語序盤では除霊（憑依を解くだけで祓うのではなく「追い払う」）のたびに高額な料金を請求していた。ポジション的には本作のヒロインともいえる立ち位置だが、専ら和御と共にギャグパート担当。高校生としてはグラマーな部類で後に行われる他校の霊的トラブル解決では小学校とはいえ教師として潜入している。
火の山阿蘇の炎を納める阿蘇火納（あさひな）の血脈である為に、莫大な火の加護をかかえており、炎を操る事が出来る。単行本で追加された最終回の後日談では彼女の父親が登場するが、その父親は十代の美少年にしか見えない風貌である。父からはいつまで経っても子供扱いされる為、大人ぶっている部分もある。またナチュラルに褒められるのが苦手と言った恥ずかしがり屋でもある。
龍堂和御（りゅうどう かずみ）
声 - 古本新之輔 / 関俊彦
S東高等学校現聖徒会執行部会員。泉龍寺住職の祖父をもつ。活発で明るい性格で、ムードメーカー的存在。女の子が大好きで煩悩に素直な半面、真っ直ぐな正義感の持ち主。本人も「全国一千万の花子さんの味方」と公言するほど花子さんに対する思い入れが深く、特にS東高の学校霊である花子には並々ならぬ好意を寄せている（作中では語られていないが、彼の曾々祖母はS東高初代トイレの花子さんである）。実家である泉龍寺が水神である龍の加護を受けている為に、水を操る事が出来る他、「どこでも鬼門（ドア）」「ものの怪界（けっかい）」等といった泉龍寺に伝わる技を使う。普通の人の何倍も霊に取り憑かれやすい超霊媒体質で、物語序盤ではことあるごとに浮遊霊やら動物霊に取り憑かれ、睦月にかなり荒っぽいやり方で除霊された挙句高額な除霊料を請求されていたが、後に自力でその体質を克服する。

#### 七大学校霊
遥都の曾祖父であるルシフェレス教授の遺した七つのパワーストーン（現在は聖徒会バッジ）によって召喚されたものたち。日・月・火・水・木・金・土の7属性に倣う力を持ち、校内のスポットに位置することで学校全体を守護する六芒星（ヘキサグラム）を作っている。
理事長 / 斉東辰五郎（さいとう たつごろう）
声 - 青野武 / 千葉繁
S東高校理事長。50年ほど前に起きた旧校舎火災で亡くなっており彼自身も学校霊だが、学校の最高責任者として居座っている。何かというと「新しい遺言状」を発行して融通を利かせているほか、様々な学校霊（二宮尊徳像、トイレの花子さん）や“いわくつきのアイテム”を集めるのが趣味。
既作品『物の怪らんちき戦争』には主人公・橘大助の親戚（従兄弟）として「斉東辰馬（さいとう たつま）」というオカルト好きな少年が登場しており、辰五郎の直系ないし縁戚関係にあると考えられる。
長谷川花子（はせがわ はなこ）
声 - 國府田マリ子 / 宇和川恵美
S東高男子のアイドル的存在。お色気過剰なトイレの花子さんで、前が開いたセーラー服をノーブラで着ている。和御の祖父とは元同級生で知り合い。S東高女子トイレには理事長の趣味により、日本全国の学校から収集された数多くの「トイレの花子さん」が存在するが、彼女は生粋のS東高学校霊で彼女だけはスポット位置にある「男子トイレ」に棲んでいる。月の力で生徒たちの激情をコントロールできる。
赤マント仮面
声 - 置鮎龍太郎 / 同左
S東高女子のアイドル的存在。あらゆる人間をとりこにする美形。仮面をしている間は、その魅力も異性である女子に限定されるが、それを外すと男子をも愛の奴隷と化してしまう（本人曰く、これは厄介なことであまり仮面は取りたくないという）。これはいわゆる恋の患いというもので2、3日で覚めるらしい。実のところ、強烈なシスコン。
ベートーベンの肖像画（ベートーベンのしょうぞうが）
声 - 未登場 / 梁田清之
音楽室に住む「夜になると血の涙を流す」というベートーベンの肖像画。水と音楽の力を使い、楽器を操る事が出来る。アニメ版には登場しない。
鏡野鏡子（かがみの かがみこ）
声 - 飯塚雅弓
保健室の鏡に住む学校霊の少女。鏡を媒介にして様々な能力を使う事ができる。旧聖徒会メンバーの中では一番の常識人。
踊る巨人（おどるきょじん）
声 - 島香裕
体育館に住む無口でシャイな足だけ実体化させる巨人の学校霊。ダンス好き。
走る二宮尊徳像（はしるにのみやそんとくぞう）
お馴染みの学校怪談。S東高には理事長の趣味により、日本全国の学校から収集された数多くの「歩く二宮金次郎像」が存在するが、彼は生粋のS東高学校霊。大地の力を使い高速で走る事ができる（和御には「ハイヤー」と呼ばれている）。石像であるためか喋ることはなく、必要のある際は筆談を使う。七大学校霊の中では一番目立たない。

#### その他の学校霊
S東高に棲むモノやその縁者たち。彼らもそれぞれ独自の特殊能力をもっており、遥都のもつ「聖徒手帳」に記した署名を通じて召喚される。
にの君
声 - 白鳥由里 / 小島朋子
S東の「歩く（正確には「動く」）二宮金次郎像軍団」の中で一番の美形。それが災いし、栄えある睦月の愛の奴隷1号に勝手に任命されてしまう。中盤以降の他校のオカルトトラブル解決を目的とした潜入捜査では女装させられて「尊徳にの子」と名乗っていた。その正体は光宮学園征徒会副会長「貴子」の使役霊で「津奈木」と呼ばれていた。
なおアニメ版では『走る二宮尊徳像』と入れ替わる形で七大学校霊の一人に組み込まれている。
佐藤はるお（さとう はるお）
声 - 島香裕 / 笹沼晃
理科室の模型コンビの一人。動く人体模型。アニメ版では『ベートーベンの肖像画』と入れ替わる形で『鈴木ジンコツとセット』として七大学校霊の一人に組み込まれている。単行本で追加された最終回の後日談では弟（動く人体模型）がいる事が判明する。
鈴木ジンコツ（すずき ジンコツ）
声 - 伊崎寿克 / 大久保和登
理科室の模型コンビの一人。動く骨格模型。アニメ版では『ベートーベンの肖像画』と入れ替わる形で『佐藤はるおとセット』として七大学校霊の一人に組み込まれている。
構造上体がバラけやすく、同様なはるおと一緒にボディパーツをナイトメアの結界を破る楔にされた事もある。
山田ヤミ子（やまだ やみこ）
声 - 平松晶子
「花子さん」に並ぶトイレの学校霊だが、そのマイナー度の為に彼女を逆恨みし、日本中の「トイレの花子さん」を拉致して恐怖のどん底に陥れた。実は長谷川花子の同級生。ヤミ子いわく「生前の恋敵で宿命のライバル」である。実は彼女の逆恨みもその辺に由来。しかし花子が不調で倒れた際には彼女の代行を務めてS東の霊的スポットを守る事に。報われないと知りながらも和御を強く愛する女の鑑のような一途さを持つ。当初は素肌にブレザーを着ていたが、後に衣装を下乳が見えるセーラー服に変更している。
アニメ版では長谷川花子とは同級生ではなく、「同じ学校にいたトイレの花子さんで、知名度も人気も花子に奪われてしまった事を恨んでいる」という設定になった為に、恋敵のくだりや和御との絡みは無くなっている。
みち子さん
声 - 小島朋子
ヤミ子さんの付き人。黒髪のショートヘア。ヤミ子の世話係。同じ付き人のれい子や年齢の近いにの君や分校君とは仲が良い。分校君が好きになっているれい子を応援している。
れい子さん
声 - 岩男潤子
ヤミ子さんの付き人。金髪のロングヘアー。みち子と同じくヤミ子の世話係。同じ付き人であるみち子や年齢の近いにの君や分校君とは仲が良い。話が進むうちに分校君が好きになり、ヤミ子やみち子からも応援されている。
青はんてん子（あおはん てんこ）
声 - 氷上恭子
赤マント仮面の妹にして黄身子の姉。セクシーな女性だが、スーパーブラコン。相手を殴って青アザをつける学校霊。青アザをつけられた人間は青はんてん子の奴隷になる。
黄身子（きみこ）
赤マント仮面の末妹。普段はドレスを着た幼女だが、帽子を取ると裸エプロン姿の大人に変化する。髪の毛が自在に伸び、それで人間を洗脳して操る。アニメ版には未登場。
長谷川花作（はせがわ　はなさく）
花子の父親の霊。素肌にブレザーを着用した半ズボン姿で、チューリップを持って現れる。「半ズボンは美少年の条件」と言って、睦月の怒りを買う。S東高等学校のOBで在学時代は園芸とマジックを使って学園を賑わせた。また在学時代の彼は結構格好いい少年であり、服装もまともだった。アニメ版には未登場。
分校君（ぶんこうくん）
声 - 高戸靖広
青森の山奥にある廃校となった下茂北分校の化身。美少年。S東の聖徒会室として拾われ「第二の人生」を生きる事に。「睦月で【陸奥の樹】」という言霊による勘違いで睦月にプロポーズし、愛の奴隷2号と化した。彼の本体である校舎には分校時代から住んでいる花子や赤マント、巨人がいる。
アニメ版では登場回以外は出番は少なかった。

### Side of UNDER HEAVENS
近江 真吾（おうみ しんご）
A川高校に通う他校生。浅草の『アンダーヘブンズバー』という呑み屋で占い師として生計を立てている。様々なオカルト現象・魔術に精通。悪魔である「フェレス兄弟」と契約を交わし使役する。世に在する悪魔たちをして「悪魔以上に悪魔の如き人間」と言わしめるほどの実力を持ち、本人も「僕は幸い裏道には詳しい『悪魔君』だ」と嘯くほど。悪魔を使役するための『ソロモンの笛』と呼ばれるオカリナを持ち、普段はオリエンタルな装束をその身につけている。フェレス兄弟の父とは幼き頃よりの旧知の仲で、十二人の人ならざる仲間「十二使徒」と共にかつて巻き起こった聖戦を乗り越えた戦友である。
実は「この世界において一万年に一人、人間と人間ならざる者を仲立ちし、世界を平和に導くと言われている救世主」＝「この世界の悪魔くん」である。かつての聖戦を経て楽園を目指そうとするが、最も信じていた『人間の仲間』の裏切りに遭い惨敗。仲間たちは無残に倒れ、以降は裏街道でひっそりと生きていた。しかし自分と同じ場所を志そうとしている聖徒会の存在を知り、今一度、自らの救うべき世界の夢を希望として彼らに託すために遥都たちをサポートする。
なお初登場は青はんてん子の回だが、アニメ版では青はんてん子がA川高校ではなくS東学園に現れたため、登場することがなかった。後述のフェレス兄弟と共に、ら・むうん全作品の世界観を通じ、これらを代表するキャラクターなのだが、彼らは前述の通り水木しげる作品の『悪魔くん』（主にアニメ版）をモチーフおよびモデルとしたキャラクターであるため、通常の商用メディア作品での登場はさせ辛い事情がある。
なお、商用の縛りの無い同人誌版では活躍しており、現在はある事情で遠くに行っている「妖怪の森の番人の少年（鬼太郎がモチーフ）」と親しい描写や、少年の代わりに森を守っている彼の恋人の「ネコちゃん（猫娘がモチーフ）」を遥都に会わせる描写がある。
メフィスト＝フェレス・ファースト
通称・フェス。魔界の貴族メフィストフェレス家の長男。真吾と共に戦った「メフィスト二世」の息子。順当に行けば「メフィスト三世」となるはずの悪魔なのだが、基本的に素直で正直でお人よし。そのため常に真吾の使いっ走りをしてしまい、そんな自分の現状に不満たらたらの反抗期少年。魔界の大魔王の一人アスモデウスの甥にあたり、伯父と同じ「赤き雷」の能力を発現させる事ができる。後の有里&夢来鳥作品『Under Heavens Family』および『円陣とらぶる!』の主人公。
メフィスト＝フェレス・セカンド
通称・セド。めちゃくちゃ素直で、おだてられると調子に乗るフェスの弟。大食漢で食事の量は常識を超えている。フェスとセットで真吾と契約を結んでいる。「分離（セパレート）」「鏡壁（ミルドール）」という父譲りの強力な能力を持つ。

### 光宮学園側
学園と言いつつも、実体は傘下の学習塾から選抜された優秀な子供を洗脳している宗教団体。「光の父」の教えの下、人ならざるモノを否定しており子供たちで組織された「征徒会」が捕らえられたモノたちを呪縛した「使役霊」として扱っている。しかし、そんな征徒会メンバーにしても任務に失敗すれば予め仕込まれた呪いによって記憶を消されたり悪夢に囚われるなど消耗品扱いされている。
一條 鷲（いちじょう あきら）
ある事を理由として執拗に遥都を狙う光宮征徒会の征徒会長。その裏にはあまりに凄惨な過去と、それによって歪められたある魂の存在があった。
貴子（たかこ）
光宮征徒会の副会長。しかし、その正体は学園母体となる教団から管理を任された存在でハマグリの変化。睦月同様にショタコンの気はあるが、対象を拉致して洗脳するなど数倍質が悪い。

## テレビアニメ
1997年4月2日から同年6月25日にテレビ東京系にて放送された。全12話。

### スタッフ
- 原作 - 夢来鳥ねむ
- 監督 - ムトウユージ
- シリーズ構成 - 阪口和久、西園悟
- キャラクターデザイン - 中嶋敦子
- 美術監督 - 伊藤芳雄
- 色彩設計 - 松本真司
- 撮影監督 - 森下成一
- 編集 - 森田清次、坂本雅紀
- 音楽 - 松尾早人
- 音響監督 - 千葉繁
- 制作プロデューサー - 長谷川洋
- アニメーション制作 - スタジオディーン
- 製作 - HAUNTEDじゃんくしょん製作委員会

### 主題歌
オープニングテーマ「心に私がふたりいる」
作詞 - 松井五郎 / 作曲 - 林哲司 / 編曲 - 田代隆廣 / 歌 - 仲間由紀恵
エンディングテーマ「トレモロ」
作詞 - 松井五郎 / 作曲 - 林哲司 / 編曲 - 田代隆廣 / 歌 - 仲間由紀恵

### 各話リスト
| 話数 | サブタイトル                 | 脚本     | 絵コンテ     | 演出         | 作画監督   | 放送日        |
| ---- | ---------------------------- | -------- | ------------ | ------------ | ---------- | ------------- |
| 1    | 部員3人霊ななつ              | 阪口和久 | 寺東克己     | 吉田俊司     | 畑良子     | 1997年 4月2日 |
| 2    | 持つべきものは学校霊!?       | 西園悟   | 大地丙太郎   | 菱川直樹     | 中嶋敦子   | 4月9日        |
| 3    | 憑かれても好きな人           | 西園悟   | 石崎すすむ   | 石崎すすむ   | 畑良子     | 4月16日       |
| 4    | 満開の桜の園に誰がいる       | 阪口和久 | うえだしげる | うえだしげる | 井上哲     | 4月23日       |
| 5    | ひとりで真っ暗!?保健室       | 西園悟   | 菱川直樹     | 菱川直樹     | 室井ふみえ | 4月30日       |
| 6    | 人気はオトメの花とヤミ       | 西園悟   | 大地丙太郎   | 吉本毅       | 畑良子     | 5月7日        |
| 7    | さよなら損得また来て純情     | 阪口和久 | 伊藤雄之介   | 石崎すすむ   | 春日久美子 | 5月14日       |
| 8    | あゝ禁断の赤と青             | 西園悟   | 守岡博       | うえだしげる | 井上哲     | 5月21日       |
| 9    | 置いてけ!追ってけ!板ばさみ!? | 橋本裕志 | 菱川直樹     | 菱川直樹     | 入好さとる | 5月28日       |
| 10   | プリティナイトは眠れない!!   | 西園悟   | 樋口雅一     | 吉本毅       | 畑良子     | 6月11日       |
| 11   | 分裂!消滅?聖徒会!!           | 阪口和久 | 伊藤雄之介   | 石崎すすむ   | 春日久美子 | 6月18日       |
| 12   | もとの黙阿弥!希望の園!?      | 阪口和久 | うえだしげる | うえだしげる | 井上哲     | 6月25日       |

## ゲーム
HAUNTEDじゃんくしょん 聖徒会バッジを追え！
プレイステーション専用ソフトとして1997年1月17日にメディアワークスから発売された。
プレイヤーは3人の中から１人を選び、全てのバッジが揃うとどんな願いも叶うという「聖徒会バッジ」を7つ集めるために、七不思議にまつわる学校霊たちと戦っていくストーリー。ゲームシステムはステージそのものを回転させ、上下左右から降ってくるボールを受け取り、4個以上つないで消していき、画面の中心付近にある聖徒会バッジを消していくパズルゲーム。

## 関連商品
- 本編単行本『HAUNTEDじゃんくしょん』全13巻（夢来鳥ねむ/メディアワークス刊）
- 外伝小説『HAUNTEDじゃんくしょん 風塵（かぜ）の鬣』上・下巻（有里紅良/電撃文庫刊）
- アニメVHS『HAUNTEDじゃんくしょん』全6巻(現在は廃盤)
- アニメLD『HAUNTEDじゃんくしょん』全6巻(現在は廃盤)
- CD『HAUNTEDじゃんくしょん　オリジナル・サウンドトラック』
- ドラマCD『HAUNTEDじゃんくしょん〜あの世の恋の物語〜』（1996年3月、BMGビクター）
- アニメDVD『Haunted Junction』（2000年 Bandai Entertainment、北米版2枚組）(廃盤)